# میدپاینز (کالیفرنیا)
میدپاینز (به انگلیسی: Midpines) یک منطقهٔ مسکونی در ایالات متحده آمریکا است که در شهرستان ماریپوزا، کالیفرنیا واقع شده‌است. میدپاینز ۶۳٫۵۸۱ کیلومتر مربع مساحت و ۱٬۲۰۴ نفر جمعیت دارد و ۷۸۸ متر بالاتر از سطح دریا واقع شده‌است.